# Mallone
Il mallone è una pietanza antica della cucina povera dell'area geografica compresa tra l'Avellinese, la Valle dell'Irno e l'Agro Nocerino Sarnese in cui sono individuati i comuni di Castel San Giorgio, Bracigliano e Siano. Il piatto, diffusosi in varie forme e varianti anche nell'appennino campano limitrofo alla vallata, è formato dall'accompagnamento della "pizza (fritta)" con il "mallone".

## Storia e preparazione
In origine, il mallone consisteva di un misto di erbe selvatiche di montagna (carboncello, caccialepre, finocchietto selvatico, cicoria, scarolella, rosolaccio, ...), lessate, strizzate e poi rosolate in padella con patate lesse schiacciate con la forchetta (mantenendone così la granulosità) e con pezzi di pane raffermo; il tutto in un soffritto abbondante di olio extravergine di oliva, aglio e peperoncino. Oggigiorno lo si prepara con le foglie più grandi delle cime di rapa (che in genere sono considerate lo scarto).
La "pizza" con cui si accompagna il "mallone" non è la classica pizza napoletana, né una variante della pizza fritta campana, ma un particolare impasto povero, di granoturco impanato, che si faceva cuocere tradizionalmente impacchettato sotto una coltre di cenere nei focolari domestici. 
Una alternativa moderna è prepararlo rosolato in padella con olio extravergine di oliva, da cui il nome moderno di "pizza fritta".
Può essere gustato in occasione di omonime sagre come ad esempio quella interamente dedicata a questa pietanza che si tiene a Bracigliano, tipicamente tra luglio e agosto o come quella che si tiene a Siano, nel periodo di fine agosto.